# North American A-36 Apache
Le North American A-36 Apache était un bombardier en piqué monoplace, fabriqué durant la Seconde Guerre mondiale aux États-Unis par North American Aviation. Il a eu une faible influence directe sur le déroulement du conflit, ayant été construit et employé en nombre restreint. En revanche, il est surtout connu comme le prédécesseur immédiat du P-51 Mustang, un des chasseurs les plus mythiques de l'histoire de l'aviation.